# Trest smrti v Kataru
Trest smrti v Kataru je legální formou trestu. Mezi trestné činy, za které může být tento trest udělen patří špionáž a další hrozby pro národní bezpečnost. Rozsudek trestu smrti může být vynesen i za odpadlictví od islámu, sexuální styk osob stejného pohlaví a rouhání, ale takový rozsudek nebyl nikdy vynesen. Mezi další závažné zločiny, za které může být uložen nejvyšší trest patří vražda, násilná loupež se zabitím, žhářství, mučení, únos, terorismus, znásilnění, obchod s drogami, vydírání pod hrozbou obvinění ze zločinu ze cti či křivé svědectví vedoucí k popravě nevinného.
Popravy jsou v Kataru vykonávány popravčí četou a dochází k nim vzácně. V 21. století byly do roku 2024 vykonány pouze dvě popravy, obě za vraždu, a to v letech 2003 a 2020. V říjnu 2023 bylo k trestu smrti odsouzeno osm bývalých indických námořních důstojníků za špionáž pro Izrael.